# Adam Gumpelzhaimer

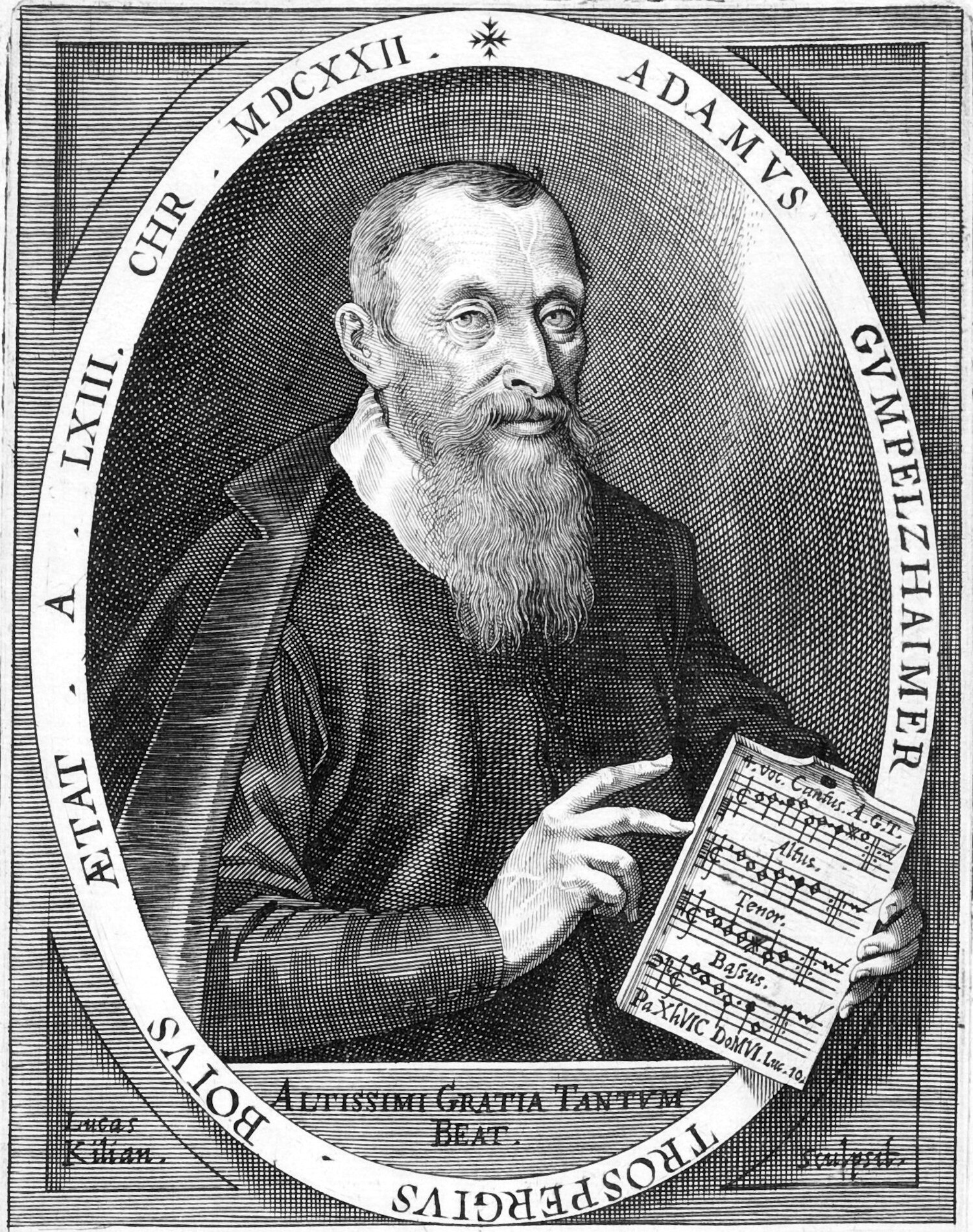
Adam Gumpelzhaimer, in un'incisione di Lucas Kilian (1622)

Adam Gumpelzhaimer (Trostberg, 1559 – Augusta, 3 novembre 1625) è stato un compositore e teorico della musica tedesco.

## Biografia
Adam Gumpelzhaimer nacque nel 1559 a Trostberg, in Baviera; svolse la propria attività principalmente ad Augusta (Augsburg), dove si era recato, giovanissimo, per studiare con Jodocus Entzenmüller presso l'abbazia benedettina dei SS. Ulrich e Afra.

Nel 1581 divenne Kantor e Präzeptor della scuola della chiesa di Sant'Anna, sempre ad Augusta, rimanendovi sino alla morte.

Durante il suo incarico organizzò l'attività musicale di Sant'Anna, che nel 1525 era divenuta un centro molto importante della fede luterana, riformando anche il coro nel 1596.

La fama di Gumpelzhaimer è legata soprattutto al suo Compendium musicae, che ebbe ben tredici edizioni in novanta anni. Il trattato, come altri dello stesso periodo, si basa in gran parte sul Musicae Compendiolum di Heinrich Faber del 1548 e la sua traduzione in tedesco di Christoph Rid (1572). Il Compendium, destinato agli studenti di musica, fu scritto su due colonne con il testo affiancato, una per il tedesco e una per il latino. Molte delle musiche in esso stampate furono composte dallo stesso Gumpelzhaimer.

Nel 1606 Gumpelzhaimer fu invitato come compositore di corte a Württemberg, ma rifiutò l'offerta.

Negli ultimi anni di vita fu colpito da una grave malattia e si trovò in difficoltà finanziarie, tanto da essere costretto a vendere i libri della sua ricca biblioteca personale per fronteggiare le spese.

Morì il 3 novembre del 1625.

Tutte le sue opere furono stampate ad Augusta.